# Globos de Ouro de 2011
A 16.ª edição dos Globos de Ouro ocorreu a 29 de maio de 2011, no Coliseu dos Recreios, em Lisboa. Foi apresentada por Bárbara Guimarães e transmitida na televisão pela SIC, uma das duas organizadoras dos prémios juntamente com a revista Caras.

## Vencedores e nomeados
NotaOs vencedores estão destacados a negrito.

### Cinema
| Melhor filme | Melhor atriz | Melhor ator |
| --- | --- | --- |
| Mistérios de Lisboa, de Raúl Ruiz - A Bela e o Paparazzo, de António-Pedro Vasconcelos - Como Desenhar um Círculo Perfeito, de Marco Martins - Filme do Desassossego, de João Botelho | Maria João Bastos — Mistérios de Lisboa - Beatriz Batarda — Duas Mulheres, Como Desenhar um Círculo Perfeito e A Religiosa Portuguesa - Soraia Chaves — A Bela e o Paparazzo - Joana de Verona — Mistérios de Lisboa e Como Desenhar um Círculo Perfeito | Adriano Luz — Mistérios de Lisboa - Cláudio Silva — Filme do Desassossego - Rafael Morais — Como Desenhar um Círculo Perfeito - Ricardo Pereira — Mistérios de Lisboa |

### Desporto
| Melhor desportista feminina                                                                               | Melhor desportista masculino                                                                               | Melhor treinador                                                                                 |
| --- | --- | ------------------------------------------------------------------------------------------------ |
| Naide Gomes (atletismo) - Jéssica Augusto (atletismo) - Telma Monteiro (judo) - Teresa Portela (canoagem) | Cristiano Ronaldo (futebol) - João Pina (judo) - Armindo Araújo (automobilismo) - Fábio Coentrão (futebol) | José Mourinho (futebol) - Domingos Paciência (futebol) - Jorge Jesus (futebol) - Rui Rosa (judo) |

### Moda
| Melhor modelo feminino                                                                                     | Melhor modelo masculino                                                                                                 | Melhor estilista                                                |
| --- | --- | --------------------------------------------------------------- |
| Sara Sampaio (Central Models) - Ana Sofia (Elite) - Milena Cardoso (Elite) - Milene Veiga (Central Models) | Luís Borges (Central Models) - Bruno Rosendo (L'Agence) - Jonathan e Kevin Sampaio (Central Models) - Rúben Rua (Elite) | Luís Buchinho - Nuno Baltasar - Filipe Faísca - Ricardo Dourado |

### Música
| Melhor intérprete individual                                                                                         | Melhor grupo | Melhor música |
| --- | --- | --- |
| Aurea, com Aurea - Mariza, com Fado Tradicional - Rita Redshoes, com Lights & Darks - Camané, com Do Amor e dos Dias | Deolinda, com Dois Selos e Um Carimbo - Expensive Soul, com Utopia - Diabo na Cruz, com Virou! (Edição Especial) - Tambor, com Quatro | "O Amor É Mágico", dos Expensive Soul - "Busy (For Me)", de Aurea - "Um Contra o Outro", dos Deolinda - "Dá-me um Abraço", de Miguel Gameiro |

### Teatro
| Melhor peça ou espetáculo | Melhor atriz | Melhor ator |
| --- | --- | --- |
| O Senhor Puntila e o Seu Criado Matti, de João Lourenço - A Mãe, de Joaquim Benite - Quixote, de João Brittes - Uma Família Portuguesa, de Cristina Carvalhal | Luísa Cruz, em A Cidade - Alexandra Lencastre, em Um Elétrico Chamado Desejo - Elsa Galvão, em A Ilha Encantada e Fala da Criada dos Noailles - Isabel Abreu, em BlackBird | Miguel Guilherme, em O Senhor Puntila e o Seu Criado Matti - Carlos Paulo, em O Rei Está a Morrer - Diogo Dória, em Uma Visita Inoportuna - Nuno Lopes, em Um Dia Igual aos Outros |

### Revelação do Ano
- André Villas-Boas
  - Rui Porto Nunes
  - Aurea
  - Joana Santos

### Prémio Mérito e Excelência
- Simone de Oliveira